# Череда, Григорий Тимофеевич
Григорий Тимофеевич Череда (1919—1995) — советский военный, спортсмен и тренер по конному спорту; Мастер спорта СССР, Заслуженный тренер РСФСР, Заслуженный тренер СССР.

## Биография
Родился 20 декабря 1919 года в селе Высокое Украинской ССР, ныне Ахтырского района Сумской области Украины.
Занимался конным спортом. Участвовал в Великой Отечественной войне. После войны становился чемпионом СССР по выездке (1953), был трёхкратным чемпионом Москвы. Его тренером и коллегой был Николай Ситько. После спортивной карьеры занимался тренерской деятельностью — работал тренером московского ЦСКА и сборной СССР по выездке. В числе его воспитанников — И. Калита, В. Приходько, М. Копейкин, Б. Коньков, В. Ланюгин, Т. Слепцова.
Интересно, что Григорий Череда ухаживал за жеребцом буденновской породы по кличке «Софист», на котором С. М. Будённый принимал парады. На этом же коне Череда в 1956 году выиграл золото чемпионата Европы по выездке в Бухаресте.
Умер в 1995 году.
Был награждён орденом Отечественной войны 2-й степени, а также медалями, в числе которых «За оборону Кавказа» и «За победу над Германией в Великой Отечественной войне 1941—1945 гг.».